# Södra Stadsfjärden
Södra Stadsfjärden (finska: Eteläinen Kaupunginselkä) är en fjärd i Finland. Den ligger i landskapet Österbotten, i den västra delen av landet, 400 km nordväst om huvudstaden Helsingfors.
Södra Stadsfjärden sträcker sig från Toby ås mynning i sydöst till ön Vasklot i nordväst. Fjärden är nästan helt avskuren från havet av vägbankar, endast mindre passager finns genom Fjärdsminnet till Korshamnsfjärden och genom Norra Stadsfjärden till Kråkfjärden. Den sydligaste delen av fjärden, från Toby ås mynning till Svartön, tillhör Korsholms kommun, resten tillhör Vasa stad.